# Дітте Айлерсков
Дітте Айлерсков (дан. Ditte Ejlerskov, нар. 1982) — сучасний данська мисткиня. Живе і працює у Швеції.

## Життєпис
Народилася у Фредеріксгавні (Данія). Навчалася в Århus Kunstskole (2003), Funen Art Academy (2004), по обміну у Cooper Union School of Art у Нью-Йорку (2007), закінчила Художню академію Мальме (2009).
Головний інструмент Дітте — медіаграмотність. Більшість робіть засновані на взаємодії в Інтернеті, письмовій кореспонденції за участі email-шахраїв з екзотичних частин світу, перероблюванню низькопробних фотографій папараці на абстрактні картини тощо.
Більшість робіт Айлерсков мають феміністичний ухил і ставлять питання про межу між приватним і публічним. Праця «About: The Blank Pages» у співавторстві з Евою-Марі Ліндаль висвітлює недоліки сучасних мистецьких енциклопедій на прикладі Taschen Basic Art — серії книг, де з 95 біографій митців лише 5 присвячені жінкам.

## Виставки
Основні виставки Айлерсков мають місце у Швеції: у Malmö Konsthall та Malmö Art Museum у Мальме, у Skissernas Museum in Lund, Uppsala Konstmuseum в Уппсалі та в Konstakademin [Архівовано 13 квітня 2009 у Wayback Machine.] у Стокгольмі. Також брала участь у виставках Den Frie Udstillingsbygning та Kunsthal Charlottenborg у Копенгагені (Данія), CCA Andratx [Архівовано 15 серпня 2015 у Wayback Machine.] в Андратксі (Іспанія), у Bonn Art Museum [Архівовано 17 травня 2014 у Wayback Machine.] в Бонні (Німеччина), в Amos Anderson Art Museum у Гельсінкі (Фінляндія), Barbara Davis Gallery у Г'юстоні, штат Техас (США).
Дітте Айлерсков була номінована на премію Carnegie Art Award 2012.

## Рецензії
- Ditte Ejlerskov, un bon coup de Minaj [Архівовано 15 липня 2015 у Wayback Machine.] (Libération) (фр.)
- Whatever happened to the sisterhood (Mousse Magazine) (англ.)
- Alongside [Архівовано 2 липня 2014 у Archive.is] (Houston Press) (англ.)
- Taschen Under Fire [Архівовано 30 грудня 2018 у Wayback Machine.] (Kunstkritikk) (англ.)
- Feminist history in the making [Архівовано 8 травня 2014 у Wayback Machine.] (Culture Nordic) (англ.)
- En lyckad konstkupp [Архівовано 14 липня 2015 у Wayback Machine.] (Konstrelaterat) (швед.)
- Gesterna på parad [Архівовано 24 вересня 2015 у Wayback Machine.] (Sydsvenskan) (швед.)
- Lika genialt som trivialt [Архівовано 24 вересня 2015 у Wayback Machine.] (Sydsvenskan) (швед.)
- Abstraktion och realism kolliderar [Архівовано 24 вересня 2015 у Wayback Machine.] (Sydsvenskan) (швед.)
- Painting is hard core and non-specific [Архівовано 28 травня 2012 у Wayback Machine.] (Helsingin Sanomat) (фін.)
- Afrikansk svindel forvandles til kunst (U-lands Nyt) (дан.)